# Boris Floricic
Boris Floricic (Berlim Oriental, 8 de junho de 1972 - 22 de outubro de 1998), também conhecido pelo pseudônimo Tron, foi um hacker e phreaker alemão. Seu pseudônimo faz referência à personagem de um filme de 1982 da Disney de mesmo nome. Ficou famoso por causa das circunstâncias não totalmente esclarecidas de sua morte, inclusive tendo várias teorias conspiratórias. Tron tinha interesses em quebrar mecanismos de segurança da informação, destacando, entre outros, a segurança de cartões telefônicos da Alemanha, por meio da fabricação de réplicas. Foi sentenciado a 15 meses de prisão pelo roubo de um telefone público (para propósitos de engenharia reversa), porém a sentença foi suspensa.
Tron ficou conhecido também por sua tese, em que criou o chamado Cryptophon, uma das primeiras implementações públicas de um telefone com criptografia de voz incluída. Entre o fim do ano de 2005 e início de 2006, Tron foi novamente objeto da atenção da mídia quando seus pais acionaram legalmente a Fundação Wikimedia em sua versão em alemão, chegando a conseguir a proibição de que o domínio wikipedia.de (não ligado à fundação) voltasse a gerenciar a versão da Wikipédia em alemão.

## Livros
- (em alemão) Burkhard Schröder: Tron. Tod eines Hackers. Rowohlt-Taschenbuch-Verlag, Reinbek bei Hamburg 1999, ISBN 3-499-60857-X.